# Paradiesvogel (Sternbild)

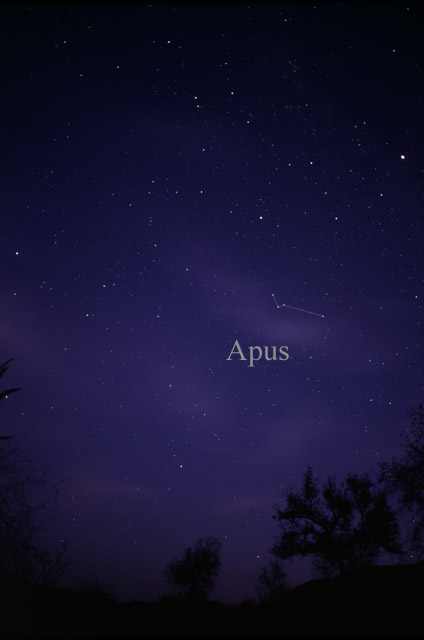
Das Sternbild Apus, wie es mit dem bloßen Auge gesehen werden kann

Der Paradiesvogel (lateinisch Apus) ist ein Sternbild des Südhimmels.

## Beschreibung
Der Paradiesvogel ist ein unscheinbares Sternbild in der Nähe des südlichen Himmelspols und dem Sternbild Oktant benachbart. Nur zwei seiner Sterne sind heller als die 4. Größenklasse. Das Sternbild soll einen tropischen Vogel darstellen.

## Geschichte

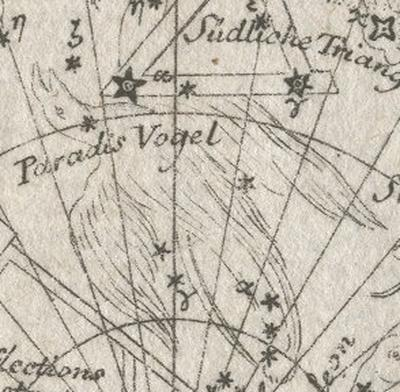
Stich des Sternbildes Paradiesvogel

Der Paradiesvogel gehört zu den Sternbildern, die Ende des 16. Jahrhunderts von den niederländischen Seefahrern Pieter Dirkszoon Keyser und Frederick de Houtman eingeführt wurden. Dabei ist nicht überliefert, ob die Seefahrer das Sternbild erfanden oder von den Bewohnern der Südsee übernahmen. Johann Bayer nahm die Konstellation unter dem Namen Avis Indica (Indischer Vogel) in seinen 1603 erschienenen Himmelsatlas Uranometria auf.

## Himmelsobjekte

### Sterne
Das Sternbild enthält aufgrund seiner südlichen Lage keine Sterne mit Flamsteed-Bezeichner.
| B   | HR   | Namen          | m    | Lj   | Spektralklasse |
| --- | ---- | -------------- | ---- | ---- | -------------- |
| α   | 5470 | Alpha Apodis   | 3,83 | 432  | K3 III         |
| γ   | 6102 | Gamma Apodis   | 3,86 | 150  | G8 III         |
| β   | 6163 | Beta Apodis    | 4,23 | 158  | K0 III         |
| δ1  | 6020 | Delta Apodis 1 | 4,68 | 770  | M5 IIIb        |
| ζ   | 6417 | Zeta Apodis    | 4,76 | 312  | K1 III         |
| η   | 5303 | Eta Apodis     | 4,89 | 140  | A2m            |
| ε   | 5336 | Epsilon Apodis | 5,06 | 551  | B4 V           |
| δ2  | 6021 | Delta Apodis 2 | 5,27 | 660  | K3 III         |
| 400 | 5540 | R Apodis       | 5,37 | 428  | K4 III         |
| ι   | 6411 | Jota Apodis    | 5,39 | 1150 | B9 V + B9 V    |
| κ1  | 5730 | Kappa Apodis 1 | 5,40 | 1020 | B3 IVe + K5 IV |
| θ   | 5261 | Theta Apodis   | 5,50 | 328  | M6.5 III       |
| 400 | 6135 |                | 5,50 | 940  | K1 III CN      |
| κ2  | 5782 | Kappa Apodis 2 | 5,64 | 735  | B7 III + K0 V  |

Der hellste Stern im Paradiesvogel ist α Apodis, ist ein etwa 430 Lichtjahre entfernter Roter Riese mit der fünffachen Masse unserer Sonne.

### Doppelsterne
| System | m         | Abstand |
| ------ | --------- | ------- |
| δ      | 4,68/5,27 | 102,9"  |
| κ1     | 5,43/12   | 27"     |
| κ2     | 5,64/12,5 | 15"     |

Delta Apodis ist ein Doppelsternsystem in 663 Lichtjahren Entfernung. Die hellere Komponente ist ein roter Riese der Spektralklasse M5 III, der seine Helligkeit ohne erkennbare Periodizität verändert. Die zweite Komponente ist ein orange leuchtender Stern der Spektralklasse K3 III. Aufgrund des weiten Winkelabstandes von 102,9 Bogensekunden kann das System bereits mit einem Fernglas in Einzelsterne aufgelöst werden.

### Veränderliche Sterne
| Stern | m             | Periode  | Typ                           |
| ----- | ------------- | -------- | ----------------------------- |
| δ1    | 4,66 bis 4,87 |          | unregelmäßig Veränderlicher   |
| ε     | 5,06 ±0,05    |          | Be-Stern                      |
| κ1    | 5,43 bis 5,61 |          | Gamma-Cassiopeiae-Stern       |
| θ     | 5,69 ±0,56    | 119 Tage | halbregelmäßig Veränderlicher |

ε Apodis ist ein 551 Lichtjahre entfernter Veränderlicher Stern vom Typ Gamma-Cassiopeiae. Er weist geringe Schwankungen der Helligkeit um 0,05 Größenklassen auf.
θ Apodis ist ein halbregelmäßig veränderlicher Stern der Spektralklasse M. Seine Helligkeit variiert innerhalb eines Zeitraumes von etwa 119 Tagen zwischen 5,5 und 6,6.

### NGC-Objekte
Im New General Catalogue verzeichnete Objekte im Sternbild Paradiesvogel:
| NGC  | m   | Typ              |
| ---- | --- | ---------------- |
| 5612 |     | Galaxie          |
| 5799 |     | Galaxie          |
| 6101 | 9,0 | Kugelsternhaufen |